# Arco de Cozagón
El arco de Cozagón es una puerta monumental de la localidad española de Brihuega, en la provincia de Guadalajara.

## Descripción

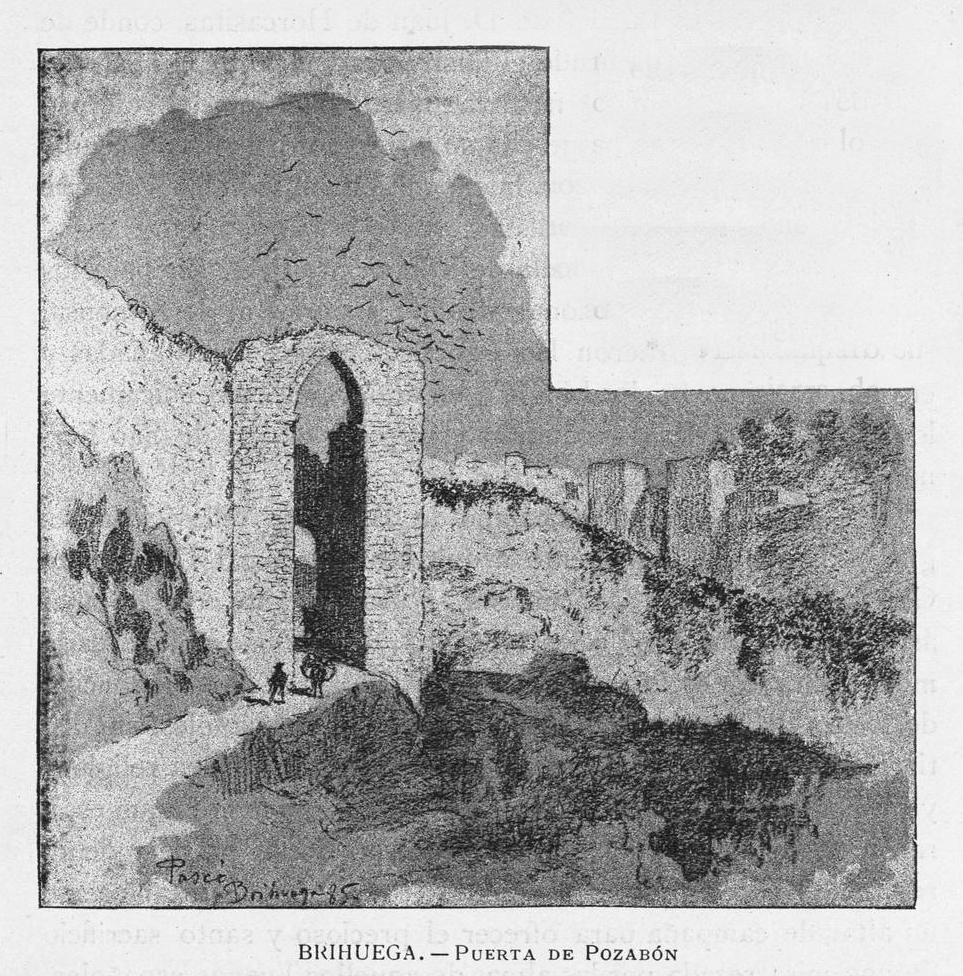
Vista del arco en un dibujo de Josep Pascó (España, sus monumentos y sus artes, su naturaleza e historia. Castilla La Nueva, 1886).

Se encuentra en la localidad guadalajareña de Brihuega, en la comunidad autónoma de Castilla-La Mancha. La puerta, que formaba parte de las murallas de la localidad, fue antaño una de las principales entradas a Brihuega.
Construida en piedra de sillería y ubicada en el sur del casco urbano, en palabras de Antonio Pareja Serrada de comienzos del siglo XX, «en el recinto murado, es notabilísima la puerta llamada de Cozagón, cuya esbelta ojiva se sostiene gallarda sobre su clave».
Forma parte del conjunto histórico de Brihuega, que en la actualidad cuenta con el estatus de bien de interés cultural.